# Emil Magnusson
Emil Magnusson, född 23 november 1887 i Genarps församling, död 26 juli 1933, var en svensk diskuskastare. Magnusson tävlade för Malmö Polismäns GIF/IFK Malmö. Han arbetade som polisman i Malmö.

## Främsta meriter
Magnusson var svensk rekordhållare i diskuskastning (sammanlagt) 1911 samt 1913–1917.
Han deltog i OS 1912 där han tog brons i diskuskastning (sammanlagt) och kom åtta i diskuskastning (bästa hand).

## Karriär

### Diskuskastning
1911 förbättrade Magnusson Eric Lemmings svenska rekord i diskuskastning (sammanlagt) från 1908 (71,39) till 71,73. Senare samma år förbättrade han det ytterligare, till 74,33. Lemming återtog dock rekordet ytterligare senare, med resultatet 76,60.
1912 var Magnusson med vid OS i Stockholm och där vann han bronsmedalj i diskuskastning (sammanlagt) med resultatet 77,37 (40,58 + 36,79). I diskuskastning (bästa hand) deltog han också, men där kom han bara åtta (med 39,91) – han var dock bäste svensk i grenen.
1913 återtog Magnusson det svenska rekordet i diskus (sammanlagt) genom att med 80,89 slå Gunnar Nilssons 78,12 från 1912. Magnusson förbättrade rekordet ytterligare 1913 till 82,44, och det stod sig sedan till 1917 då Oskar Zallhagen slog det.